# Días de Santiago
Pour plus de détails, voir Fiche technique et Distribution.
Días de Santiago est un film péruvien réalisé par Josué Méndez, sorti en 2004.

## Synopsis
Santiago, un soldat péruvien à la retraite, a du mal à se faire à son retour dans la vie civile.

## Fiche technique
- Titre : Días de Santiago
- Réalisation : Josué Méndez
- Scénario : Josué Méndez
- Musique : Manuel Larroche et Mogambo
- Photographie : Juan Durán
- Montage : Roberto Benavides et Roberto Benavides Espino
- Production : Tito Bonicelli et Enid Campos
- Société de production : Chullachaki Producciones
- Pays :  Pérou
- Genre : Drame
- Durée : 83 minutes
- Dates de sortie : 
  -  Pérou : 30 septembre 2004
  -  France : 10 novembre 2004

## Distribution
- Pietro Sibille : Santiago Roman
- Milagros Vidal : Andrea
- Marisela Puicón : Elisa
- Ricardo Mejía : Papa
- Lili Urbina : Mama
- Alheli Castillo : Mari
- Ivy La Noire : Inés
- Erick García : Coco
- Giselle Bedón : Rita
- Ana María Roca-Rey : Jimena
- Sandra Vergara : Sandra

## Accueil
Thomas Sotinel pour Le Monde évoque un « film étrangement touchant ».